# Ceresa platycera
Ceresa platycera är en insektsart som beskrevs av Remes-lenicov 1973. Ceresa platycera ingår i släktet Ceresa och familjen hornstritar. Inga underarter finns listade i Catalogue of Life.